# NGC 3895
NGC 3895 ist eine Balken-Spiralgalaxie vom Hubble-Typ SBa mit aktivem Galaxienkern im Sternbild Großer Bär am Nordsternhimmel. Sie ist schätzungsweise 145 Millionen Lichtjahre von der Milchstraße entfernt und hat einen Durchmesser von etwa 45.000 Lichtjahren. Gemeinsam mit NGC 3894 bildet sie das gravitativ gebundenes Galaxienpaar Holm 294 oder KPG 303 und zusammen mit PGC 36862 ein Galaxientrio.
Sie gilt als Mitglied der NGC 3963-Gruppe (LGG 251).

Das Objekt wurde am 18. März 1790 von Wilhelm Herschel entdeckt.